# Pont del Ferrocarril
Pont del Ferrocarril és un pont de ferrocarril del municipi de Colera (Alt Empordà) inclòs en l'Inventari del Patrimoni Arquitectònic de Catalunya.

## Descripció
Situat dins del nucli urbà de la població de Colera, a llevant del poble i salvant el pas de la ribera de Colera. Forma part de línia Portbou - Barcelona.
Estructura de ferro de planta rectangular, que mesura aproximadament 188 metres de longitud, suportada per quatre grans pilars de formigó. Els pilars tenen una forma lleugerament trapezoïdal i presenten un revestiment imitant pedres de pissarra perfectament escairades, disposades regularment. Dues motllures horitzontals recorren la divisòria entre el basament i el coronament de cada un dels pilars. Les cantonades estan decorades a manera de carreus. Tant les motllures com les cantonades són bastides amb pedra d'una tonalitat més clara que la resta del parament. La zona al voltant dels pilars està enjardinada. L'estructura del pont està formada per dues baranes laterals de ferro amb els barrots disposats en ziga-ziga.

## Història
A la segona meitat del segle passat fou completada la via fèrria entre Barcelona i Portbou per part dels enginyers francesos. El pont del ferrocarril de Colera va ser construït per la companyia Eiffel entre 1877 i 1884. La companyia va subministrar diversos ponts a distintes localitats de Girona, entre els quals cal destacar el de Flaçà, el de la Valleta (Llançà) i el de les Peixateres Velles a la mateixa Girona. A partir de la segona meitat del segle xix, l'arquitectura del Ferro va començar a tenir una forta ressonància no només a França sinó també en altres països europeus. Durant la guerra Civil (1936-1939), el pont de Colera va ser greument malmès doncs va ser un objectiu dels bombardeigs.